# ブロック工法

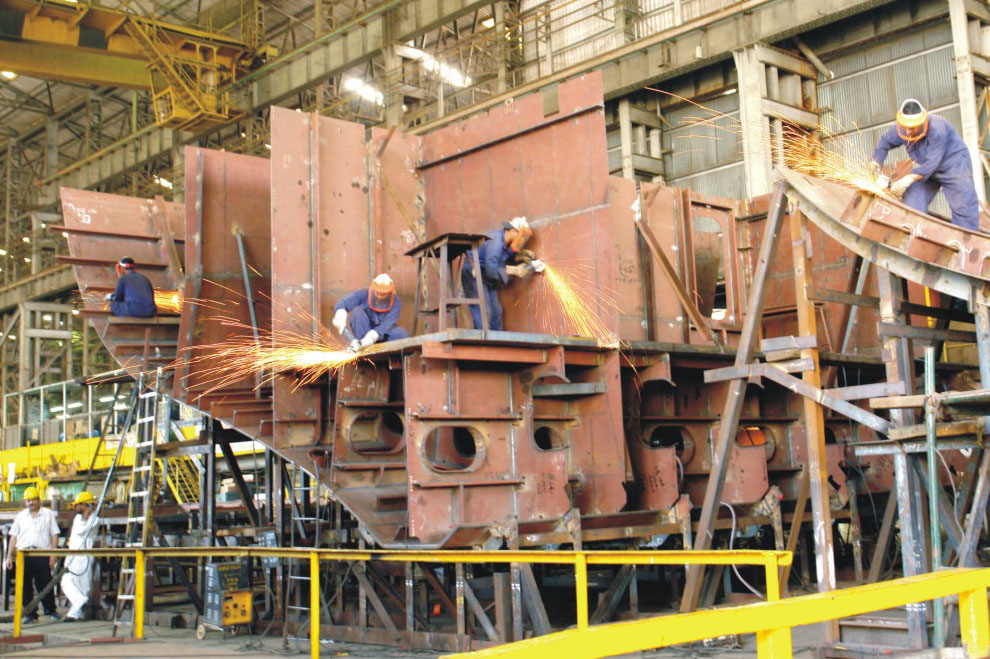
インド海軍のコルカタ級駆逐艦用の製造中のブロック

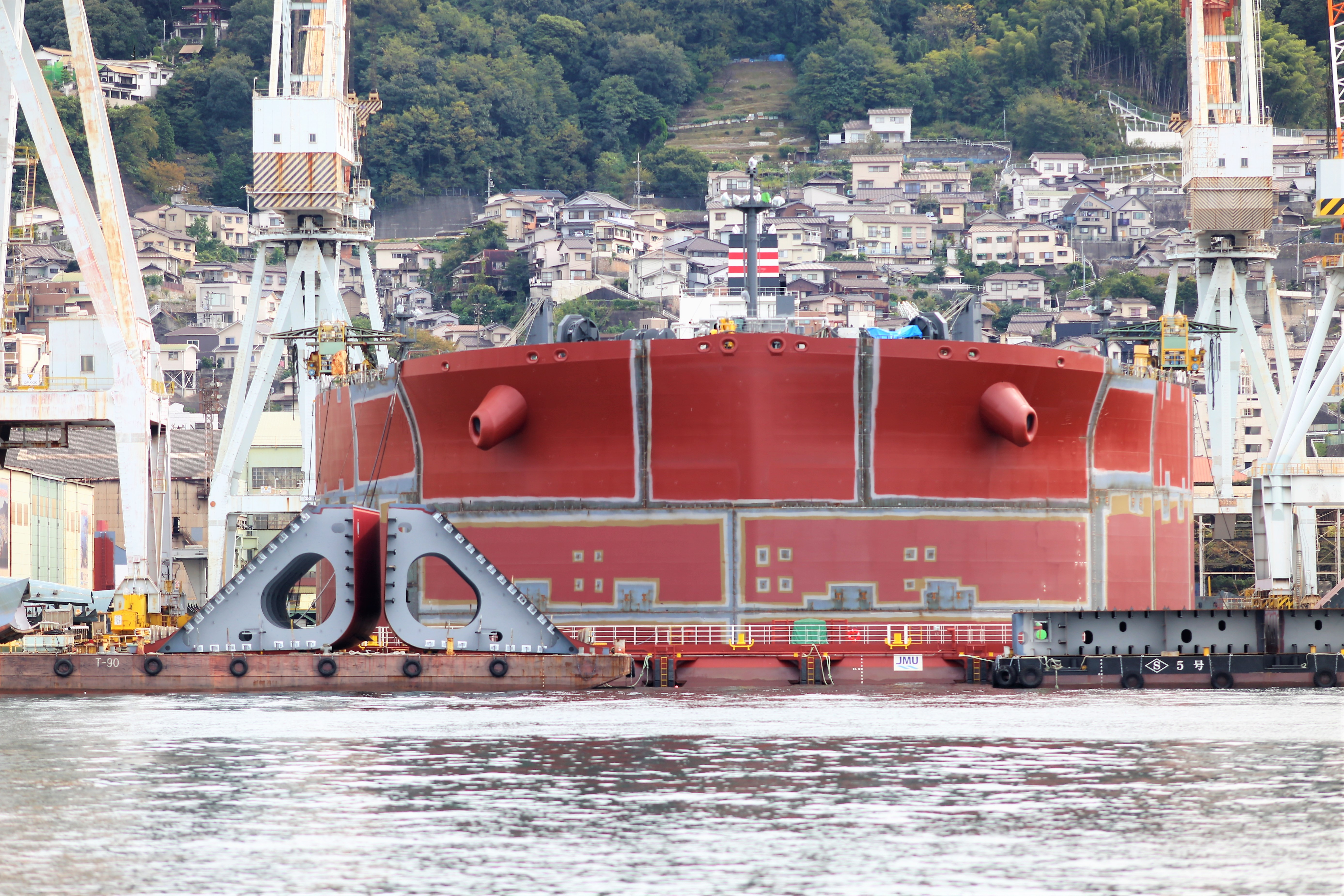
ブロック工法で建造中の31万トンタンカー。塗装前なので各ブロックの接合部が見える。左手前には接合前のブロックが保管されている。

ブロック工法（ブロックこうほう）は、機械の製造時に一括して建造せず、いくつかの要素に分けて同時に製造し、最後につなぎ合わせて完成させる工法。

## 自動車
馬車から発展した自動車の車体は当初屋根がなく、キャビン形式が採用された後もシャシ、ボディ、駆動部を製造するメーカーが異なるということも多くコーチビルダーなどが多数存在した。初期の自動車工場では業者から送られてきた部品を組み合わせる組み立て工場であった。
現代では混流生産に有利なフレームとボディが一体化したモノコックボディーにパワートレインなどを基礎構造として共通化するプラットフォームが一般的になっているが、エンジン、トランスミッション、内装は専門の工場、細かな部品は下請け会社で生産されるため、最終組立を行う工場はブロック工法を採用しているともいえる。

## 航空機
1930年代までの航空機は外板を取り付けた後に配線類を取り付けるなど非効率的な生産工程だったが、ノースアメリカンがP-51の生産においてヨーロッパの自動車工場で一般的だったブロック工法を本格的に採用し、低コストで生産量を増加させることに成功した。

## 船舶
造船においては船体をいくつかのブロックに分けて同時に製造し、最後につなぎ合わせて完成させる工法。
リバティ船などの戦時規格船を急速建造する際に採用され、第二次世界大戦後の造船における主力工法となった。なお、造船以外で、「○○ブロック」を使った工法を「○○ブロック工法」と呼ぶことがある。建造期間の短縮、作業の高効率化を目指し採用された画期的な生産手法であり、戦後日本復興に大きく貢献したと言われている。
この工法が造船の主力工法となったのは、第二次世界大戦を契機とする。日本とアメリカ合衆国に限っていえば、日米ともに戦域の大半が海上を経由するため、軍事行動、軍事輸送の主役は艦艇であり、輸送船であった。日米両国ともに短期間で艦艇（主に消耗の激しい護衛艦艇）・輸送船の大量の建造・配備を迫られ、この工法を用いて、短期間で大量の建造が行われた。
日本においては、太平洋戦争中盤より、輸送艦・海防艦・戦時標準船等の建造において用いられた。海軍艦政本部の発案のもと、三菱重工業・日本鋼管・日立造船の各社で実用され、とりわけ最も多くの海防艦を建造した日本鋼管では、艦政本部の遠山光一海軍技術中佐（後の日本鋼管副社長）、魚住順治海軍少佐（後の海上自衛隊海将補、日本鋼管顧問）と日本鋼管技師の石井利雄海軍中尉らがこの工法の研究に熱心で、海防艦の大量建造に貢献した。当時、造船会社としては二線級であった日本鋼管が、戦後、日本を代表する造船会社に飛躍するきっかけとなった。戦後はこの工法が船舶建造の主力工法として定着し、現在に至っている。
アメリカにおけるブロック工法の発展はリバティ船を参照のこと。

## 鉄道車両

### 運転台

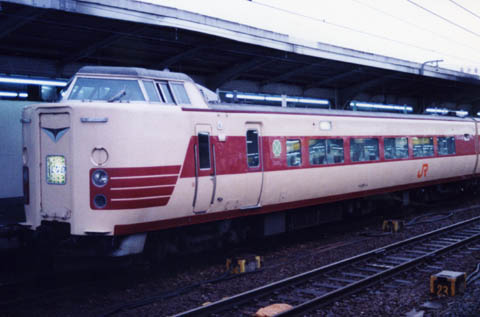
ブロック接合工法による改造で誕生したJR東海381系クロ381-4

日本国有鉄道（国鉄）は1984年2月1日国鉄ダイヤ改正に伴い、列車の編成を短くする代わりに1時間あたりの運転本数を増やす「フリークエントサービス」を開始した。列車増発に伴い、多数の運転台付き車両（先頭車）を用意する必要ができたが、財政難の国鉄では新車を製造する余裕がなかった。このため、中間車に運転台（乗務員室）を取り付ける必要があるが、種車に一から運転台を組み立てる工法では時間がかかりすぎ、ダイヤ改正までに所用車両数を揃えることができない。
改造工事期間を大幅に短縮するため、あらかじめ配線・配管などを含めた完成済みの運転台ブロック（運転台ユニット）を製作し、既存構体に接合するブロック接合工法を採用した。改造工事では中間車の車両端部を切断・撤去し、完成済みの運転台ブロック（運転台ユニット）を接合後、既存構体との接合部の外板仕上げ、配線処理などを行うことで完成する極めて合理的な工法である。
国鉄時代の主な改造車
- 国鉄581・583系電車→国鉄419系・715系電車、国鉄455系電車（一部は165系から改造）
- 国鉄115系電車・国鉄113系800番台
- 国鉄103系1000番台→国鉄105系500番台
- 国鉄485系・489系電車、国鉄183系・189系電車（485系・489系から改造）
- 国鉄781系100番台、国鉄381系電車
- 国鉄キハ181系気動車、国鉄キハ183系気動車

この改造工事は1986年11月1日国鉄ダイヤ改正まで続けられたほか、JRグループ発足後も同様の改造を施工した車両がある。新たに国鉄時代には実施されなかった新幹線車両でも行われ、0系（JR西日本施工）と200系（JR東日本施工）で行われた。

### 車体
鉄道車両へのブロック工法は1990年代に入ってから数件の実績を有する。
- 953形新幹線（STAR21）の川崎重工業製造分4両 - 「セクション結合工法」と呼称[6]。
- 京成3400形 - 車体外板と骨組みを一体化したブロック状の台枠・屋根・各側面構体部材を組み立てる「ブロック工法」を採用（大栄車輌製）[7]。
- 日車式ブロック工法